# جيريمي بريان
جيريمي بريان (بالإنجليزية: Jeremy Bryan)‏ (11 فبراير 1986 - ) هو ملاكم أمريكي، صنّف ضمن فئة وزن خفيف الوسط ‏.

## وصلات خارجية
- جيريمي بريان على موقع بوكس ريك (الإنجليزية) (registration required)